# Can Rigal
Can Rigal o Can Rigalt es una antigua finca señorial rural, ubicada en barrio de Pubilla Casas de Hospitalet de Llobregat, España. Desde 1997, junto a parte de los terrenos colindantes, pertenece al Fútbol Club Barcelona. Actualmente permanece cerrada y en estado de abandono.
La finca está inscrita como Bien Cultural de Interés Local (BCIL) en el Inventario del Patrimonio Arquitectónico de Cataluña. El escudo en el dintel de la puerta está catalogado como Bien Cultural de Interés Nacional (BCIN).

## Historia
Can Rigal era una de las grandes heredades que poseían la mayor parte del terreno del actual barrio de Pubilla Casas, junto a la finca que da nombre al barrio, y con otras pequeñas masías como Can Capella y Ca n'Oliveres. Los extensos terrenos que rodeaban la finca estaban principalmente destinados a la viña.
El edificio actual, que data del siglo XVIII, fue construido aprovechando paredes de una edificación anterior, probablemente de origen medieval, ya que en una de las fachadas figura la fecha 1693. En 1728 Miquel Ricalt compró la heredad, y la reconstruyó en 1741. Parte de los terrenos  contiguos fueron ajardinados en estilo versallesco, con árboles frutales, estanques y fuentes de agua, que se conservaron parcialmente hasta la segunda mitad del siglo XX. La finca fue remodelada en 1837, de acuerdo a la inscripción que figura en otra de las fachadas.
A lo largo de los siglos XIX y XX la propiedad fue reduciéndose con sucesivas segregaciones, destinadas a la construcción del cementerio de  Sants, de la estación eléctrica de «La Canadiense»  (actualmente FECSA-Endesa), del Hospital de la Cruz Roja y de la escuela Puig i Gairalt. En 1976 el Plan General Metropolitano (PGM) calificó la zona de Can Rigal que restaba sin edificar como jardines, y establecía la creación de un parque metropolitano.
En julio de 1997 el FC Barcelona compró al Ayuntamiento de Hospitalet 60.750 metros cuadrados de los terrenos de Can Rigal, incluyendo la masía, por 250 millones de pesetas. El club proyectó la rehabilitación de la finca para convertirla en residencia y escuela de futbolistas, en substitución de La Masía original de Can Planes, además de la construcción de tres campos de fútbol anexos, destinados a los entrenamientos del primer equipo y del fútbol base. En noviembre de 1997, tras obtener la licencia del Ayuntamiento de Hospitalet de Llobregat, el club inició las obras en Can Rigal. Pero en febrero de 1998, debido a las denuncias presentadas por varias asociaciones vecinales, la Generalidad de Cataluña bloqueó la recalificación como equipamiento de los terrenos, considerados zona verde, y el proyecto quedó definitivamente paralizado. Desde entonces la masía ha permanecido abandonada, siendo objeto de robos y varios actos vandálicos.

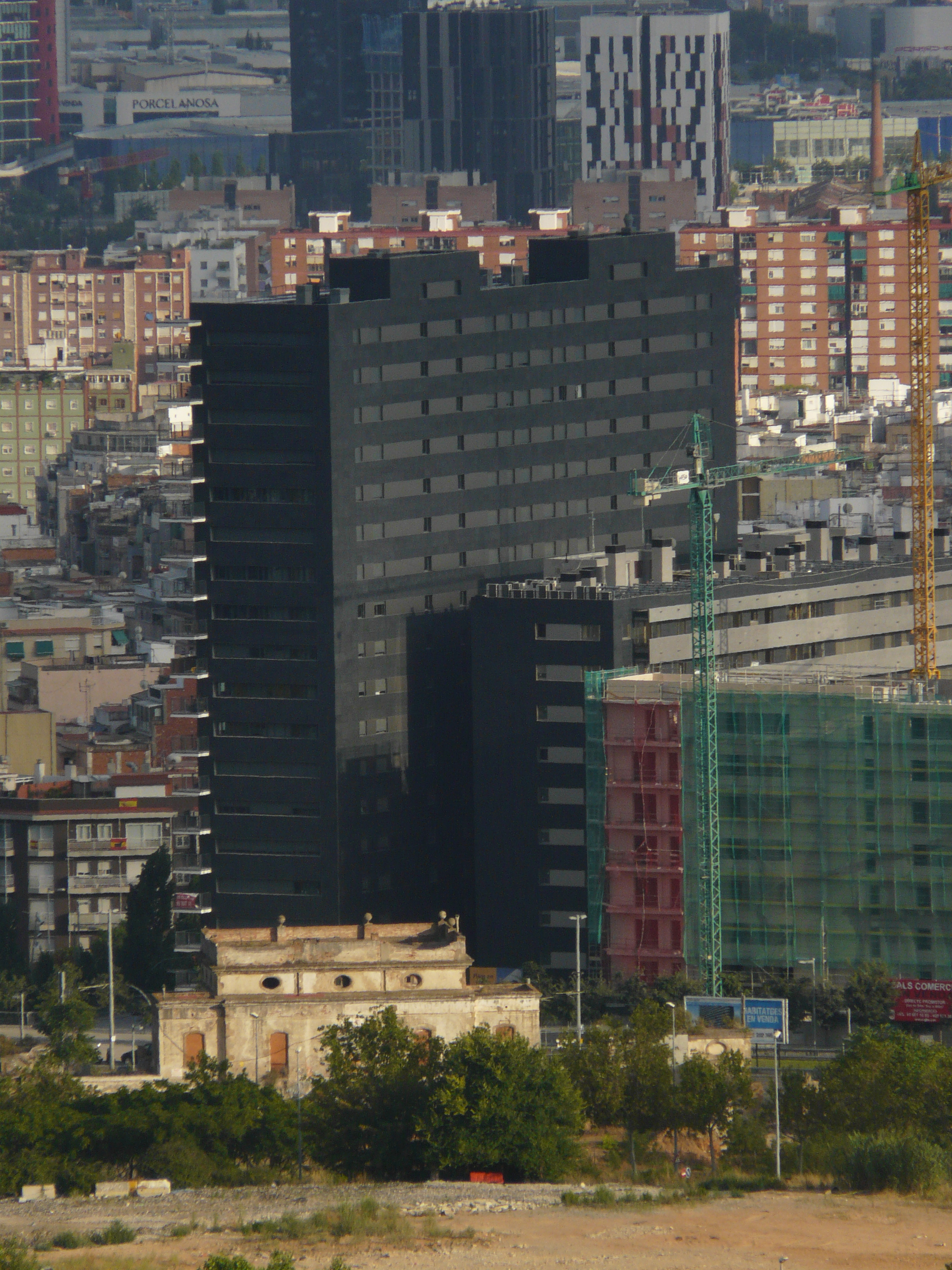
Construcción de bloques de viviendas de la Puerta Norte, junto a Can Rigal, en 2012.

En 2004 el FC Barcelona, el Ayuntamiento de Hospitalet de Llobregat y FECSA-Endesa,  propietarios de los 150 000 metros cuadrados de terrenos de Can Rigal, firmaron un convenio para la transformación urbanística de la zona. El acuerdo contemplaba la modificación del PGM para recalificar como suelo edificable parte de los terrenos, destinándolos a la construcción de un millar de viviendas, un 40% de protegidas. Además, preveía el traslado de la estación eléctrica y el soterramiento de las líneas de alta tensión, la construcción del nuevo Hospital General de Hospitalet y la creación de un parque metropolitano de 10 hectáreas. Así mismo, el FC Barcelona se comprometía a ceder la masía al consistorio para convertirla en equipamiento público. En 2005 el club azulgrana vendió un tercio de sus terrenos edificables (10 000 metros cuadrados sobre 31 000) a la inmobiliaria La Llave de Oro.
En 2012 se inauguró un primer sector del Parque de Can Rigal, correspondiente a dos hectáreas en el término municipal de Barcelona. En el área de Hospitalet el proyecto de urbanización se encuentra paralizado debido a la crisis inmobiliaria.

## Características arquitectónicas
Se trata de una antigua torre señorial rural, convertida posteriormente en casa de labranza de masoveros. Está rodeada de pequeñas construcciones de carácter popular, en estado ruinoso, que fueron destinadas corrales, graneros, etc. La finca, de forma cuadrangular, consta de planta baja, un piso, buhardilla y azotea. A ambos lados del edificio hay sendos cuerpos anexos, de un piso, que hacen de terraza de la primera planta.

### Escudo
El escudo situado sobre el arco la puerta principal está protegido, por separado, como Bien Cultural de Interés Nacional. Pertenece a Joan de Girona, quien se casó con la hija del propietario, Miquel Rigalt.